# Grinnell (Iowa)
Grinnell is een plaats (city) in de Amerikaanse staat Iowa, en valt bestuurlijk gezien onder Poweshiek County.

## Demografie
Bij de volkstelling in 2000 werd het aantal inwoners vastgesteld op 9105. In 2006 is het aantal inwoners door het United States Census Bureau geschat op 9369, een stijging van 264 (2,9%).

## Geografie
Volgens het United States Census Bureau beslaat de plaats een oppervlakte van 13,0 km², waarvan 12,9 km² land en 0,1 km² water.

## Plaatsen in de nabije omgeving
De onderstaande figuur toont nabijgelegen plaatsen in een straal van 20 km rond Grinnell.

## Geboren
- Danai Gurira (14 februari 1978), actrice en toneelschrijfster